# 줄무늬삽코메기속
줄무늬삽코메기(Tiger shovelnose catfish)는 붉은꼬리메기과 줄무늬삽코메기속(Pseudoplatystoma 프세우도플라티스토마[*])에 속하는 대형 물고기들을 이르는 말이다. 아마존강에 서식하는 대형 메기류로, 몸통에 호랑이와 같은 세로줄 물결무늬를 가지고 있으며 긴 수염이 특징이다. 몸의 무늬는 개체나 분포지역에 따라 다소 차이가 있다. 원산지가 같은 아마존인 붉은꼬리메기와 마찬가지로 애완동물로 기른다.